# Le avventure di Alice nel Paese delle Meraviglie
Le avventure di Alice nel Paese delle Meraviglie (Alice's Adventures in Wonderland), comunemente abbreviato in Alice nel Paese delle Meraviglie (Alice in Wonderland), è un romanzo del 1865 scritto da Charles Lutwidge Dodgson sotto lo pseudonimo di Lewis Carroll. Racconta di una ragazza di nome Alice che cade attraverso una tana di coniglio in un mondo fantastico popolato da strane creature antropomorfe. Il racconto gioca con la logica, dando alla storia una popolarità duratura sia negli adulti che nei bambini. È considerato uno dei migliori esempi del genere letterario nonsenso. Il suo corso narrativo, struttura, personaggi e immagini sono stati enormemente influenti sia nella cultura popolare che nella letteratura, specialmente nel genere fantasy.

## Storia editoriale
Le avventure di Alice nel Paese delle meraviglie fu pubblicato nel 1865, tre anni dopo che Charles Lutwidge Dodgson e il reverendo Robinson Duckworth remarono su una barca, il 4 luglio 1862 (questa data popolare del "Meriggio d'oro" potrebbe essere una confusione o addirittura un'altra storia di Alice, per quel particolare giorno fresco, nuvoloso e piovoso), sul Tamigi con le tre giovani figlie di Henry Liddell (il vicecancelliere dell'Università di Oxford e il decano di Christ Church): Lorina Charlotte Liddell (13 anni, nata nel 1849) ("Prima" nel verso prefatorio del libro); Alice Pleasance Liddell (10 anni, anno di nascita 1852) ("Secunda" nel verso prefatorio); Edith Mary Liddell (8 anni, anno di nascita 1854) ("Tertia" nel verso prefatorio).

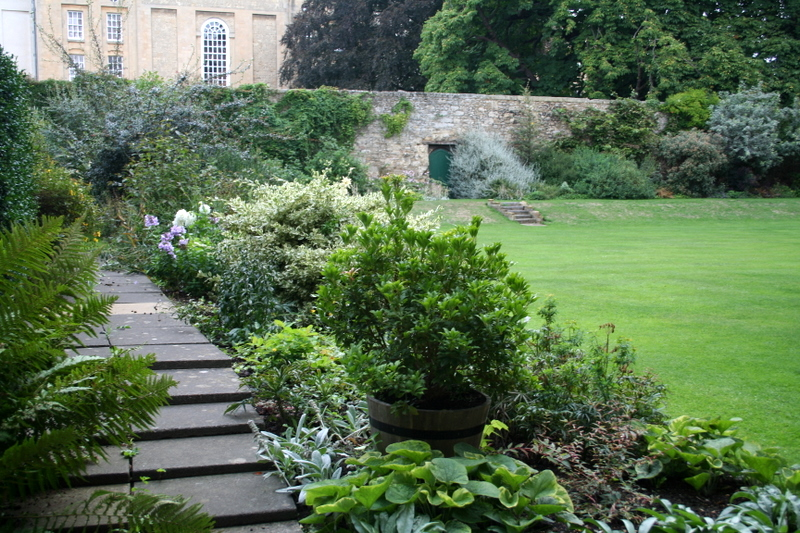
Uno dei luoghi che ispirarono Carroll - La porta (al centro della foto) sul giardino meraviglioso (Christ Church, Oxford)

Il viaggio iniziò a Folly Bridge vicino a Oxford e terminò a cinque miglia di distanza nel villaggio di Godstow. Durante il viaggio Charles Dodgson raccontò alle ragazze una storia che presentava una bambina annoiata di nome Alice che va alla ricerca di un'avventura. Le ragazze la adorarono e Alice Liddell chiese a Dodgson di scrivere la storia per lei. Iniziò a scrivere un manoscritto della storia il giorno successivo, anche se quella prima versione non esiste più. Le ragazze e Dodgson fecero un'altra gita in barca un mese dopo, nel corso della quale elaborò la trama della storia di Alice. In novembre cominciò a lavorare sul manoscritto.
Per aggiungere gli ultimi ritocchi, studiò la storia naturale degli animali presentati nel libro, e poi fece esaminare il libro da altri bambini, in particolare i bambini di George MacDonald. Aggiunse sue illustrazioni ma contattò John Tenniel per illustrare il libro per la pubblicazione, dicendogli che la storia era stata molto apprezzata dai bambini.
Il 26 novembre 1864 consegnò ad Alice il manoscritto di Le avventure di Alice sottoterra (Alice's Adventures Under Ground), con illustrazioni dello stesso Dodgson, dedicandolo come "Un regalo di Natale a un caro bambino in ricordo di un giorno d'estate". Alcuni, incluso Martin Gardner, ipotizzano che esistesse una versione precedente, che fu distrutta in seguito da Dodgson quando scrisse una copia più elaborata a mano.
Ma prima che Alice ricevesse la sua copia, Dodgson stava già lavorando per la pubblicazione e ampliando l'originale di 15.500 parole a 27.500 parole, in particolare aggiungendo gli episodi sul Gatto del Cheshire e il capitolo 7, Un tè di matti.

### Il problema della traduzione
Tradurre Alice è un'impresa in cui moltissimi autori italiani si sono cimentati; i giochi di parole, le figure retoriche, i proverbi citati e i continui riferimenti alla cultura inglese, hanno spesso stuzzicato a tal punto la fantasia dei traduttori italiani che ogni traduzione rappresenta un libro a sé. Così come fece Emma Cagli (storica traduttrice di Alice nel Paese delle Meraviglie) moltissimi autori hanno voluto personalizzare e impreziosire Alice con le loro intuizioni.
Occorre individuare tre traduzioni principali che furono da riferimento per tutte le altre a venire almeno fino agli anni cinquanta:
1. 1872, prima traduzione italiana, a opera di Teodorico Pietrocola Rossetti, apparsa contemporaneamente a Londra presso Macmillan e a Torino presso la casa editrice Loescher. Fu Carroll stesso a scrivere al suo editore Macmillan di Ermanno Loescher come "my Italian friend". È molto fedele all'originale, tuttavia la qualità di stampa è molto bassa, non si leggono alcune lettere e vi sono parecchi refusi. Il testo è arricchito di elementi biografici di Carroll e autobiografici di Rossetti (i due sono stati anche frequentatori) e Rossetti impregna le pagine di spirito risorgimentale ispirato anche al romanzo storico di Tommaso Grossi Marco Visconti (Milano, V. Ferrario, 1834).
2. 1908, traduzione a opera di Emma Cagli per l'Istituto Arti Grafiche di Bergamo. È la traduzione più melensa, in cui Cagli depura il linguaggio con moralità forzata e parole meno dure (per esempio, da "porco" a "porcellino"), a volte stravolgendo il senso originale di Carroll. In realtà questa è la traduzione non dell'Alice originale edita da Macmillan ma dell'edizione inglese pubblicata da Heinemann nel 1907, con le tavole di Arthur Rackham. Il linguaggio della Cagli attinge dal patrimonio popolare e sono inseriti proverbi, giochi di parole e altre trovate che originalmente non comparivano.
3. 1913, traduzione anonima ma si hanno buoni motivi per credere che sia a opera di Silvio Spaventa Filippi, direttore della collana editoriale in cui questo titolo è inserito, la «Biblioteca dei ragazzi». Il traduttore ha sotto gli occhi l'edizione di Pietrocola Rossetti, pur depurandola dai toscanismi ed arcaismi che vi erano stati utilizzati. Dall'edizione del 1872 mantiene identici i nomi di alcuni capitoli e di personaggi. Ai personaggi tuttavia è dato un nome che ne imita la grafia: Humpty Dumpty diventa Unto Dunto, Mad Hatter diventa Hatta, e così via.
È un'edizione importantissima, che, senza indicarlo sul frontespizio, contiene di Carroll anche Attraverso lo specchio e quel che Alice vi trovò (titolo originale Through the Looking-Glass and What Alice Found There) in prima traduzione italiana.

## Trama
Capitoli
- Capitolo 1 - Nella tana del coniglio
- Capitolo 2 - Uno stagno di Lacrime
- Capitolo 3 - Una corsa elettorale e una lunga storia
- Capitolo 4 - Il coniglio presenta un conticino
- Capitolo 5 - I Consigli di un Bruco
- Capitolo 6 - Porco e pepe
- Capitolo 7 - Un tè di matti
- Capitolo 8 - La partita a croquet della Regina
- Capitolo 9 - La Storia della Finta Tartaruga
- Capitolo 10 - La Quadriglia delle Aragoste
- Capitolo 11 - Chi ha rubato le paste?
- Capitolo 12 - La deposizione di Alice

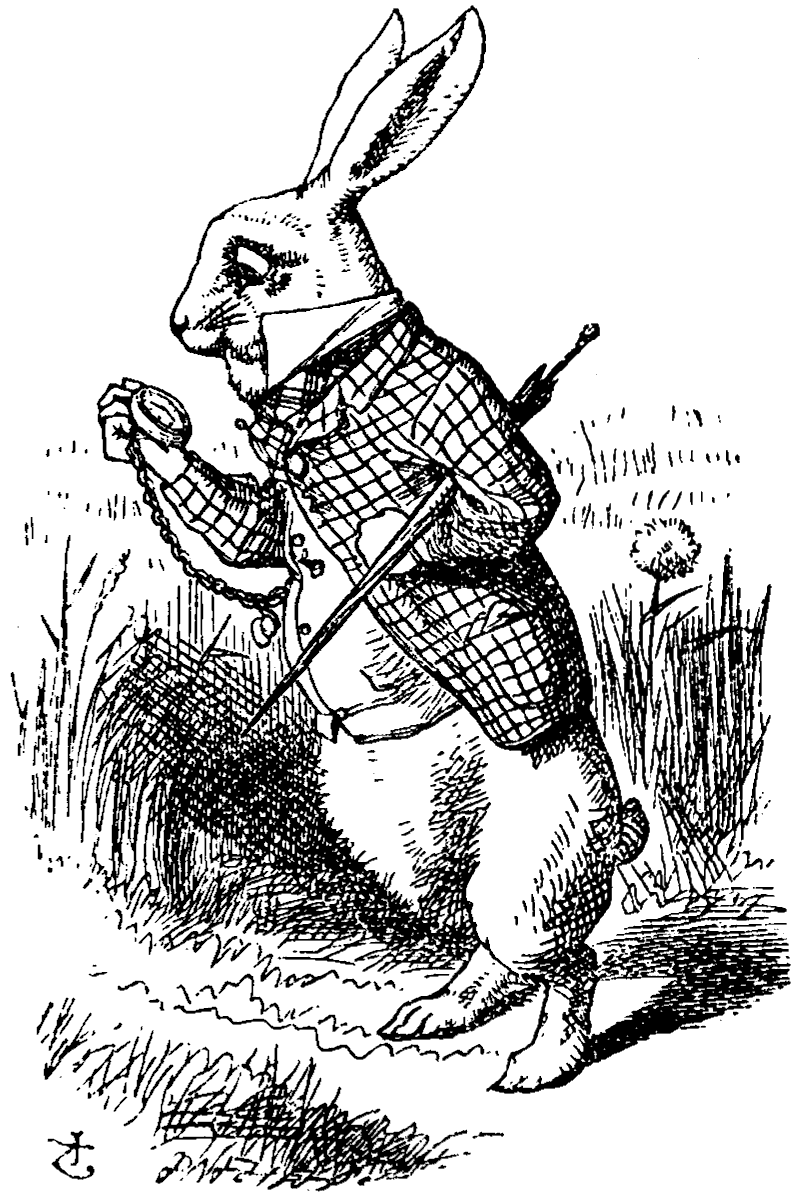
Il Coniglio Bianco di John Tenniel

Sognando di seguire un coniglio bianco, Alice cade letteralmente in un mondo sotterraneo fatto di paradossi, di assurdità e di nonsensi. Nella sua caccia al coniglio le accadono le più improbabili disavventure.
Segue il coniglio nella sua tana e, con suo enorme stupore, nota che le pareti sono arredate con tazze e scaffali e quadri e cartine geografiche appese con mollette da bucato; poco dopo però la tana si fa molto buia e, non vedendo una grande buca profonda, Alice vi cade dentro. Dopo un discorso immaginario con la sua gatta Dina, atterra su un mucchio di ramoscelli e foglie secche. Davanti a lei, si presenta un lungo passaggio che conduce in una stanza costituita da un corridoio lungo e basso e da una serie di lampadari che pendono dal soffitto. Qui, vi sono una moltitudine di porte che la bimba tenta invano di aprire. Quando, però, nota una porticina, i suoi occhi scorgono un magnifico giardino e vorrebbe, perciò, attraversarlo a tutti i costi, ma i suoi sforzi per entrare risultano inutili perché è troppo grande per poterlo oltrepassare. Decisa a non darsi per vinta così facilmente, vede su un tavolino di vetro a tre gambe, apparso poco prima, una chiavetta color oro brillante e una bottiglietta con la scritta "Bevimi". Infatti il contenuto la fa rimpicciolire, ma giunta alla porta, si rende conto d'aver lasciato la chiave sul tavolo. Assaggiato un pasticcino comparso dal nulla con su scritto "Mangiami" diventa enorme. Ora può prendere la chiave ma di nuovo non passa dalla porta. Affranta, scoppia a piangere e le sue lacrime allagano la stanza. In quel momento compare, tutto trafelato, il coniglio bianco, con un ventaglio ed un paio di guanti bianchi di capretto e che continua ad esclamare: "O, povere le mie orecchie, i miei baffi e le mie zampette, la duchessa mi condannerà a morte, se la farò attendere ulteriormente". Alice era talmente disperata che, non appena vide il coniglio passargli avanti, gli rivolse la parola, di tutta risposta, lasciò cascar guanti e ventaglio, e corse via nell'oscurità. Allora, siccome faceva un gran caldo, prese il ventaglio, e cominciò a sventolarlo e, incredibilmente, ritornò di nuovo piccola. Scomparso il tavolo e la porticina che conduceva al giardino, si trova in compagnia d'un topo e altri animali (parrocchetto, dodo, aquilotto). Il topo abbozza una storia ma poi scatta la "corsa confusa", tutti gli animali corrono in circolo, chi inizia dopo, chi smette prima. Alla fine della corsa, però, tutti sono asciutti.
Allontanatasi da questa compagnia, Alice ritrova il coniglio bianco e la sua casetta. Entrata in casa per cercare guanti e ventaglio del coniglio, mangia di nuovo, diventando ancora una volta enorme, tanto che le braccia le escono dalle finestre. Il coniglio, allarmato, chiama a raccolta Bill la lucertola che prova a passare attraverso il camino, ma Alice lo scaccia con un calcio. Fallita la spedizione di Bill, il coniglio tira sassi ad Alice che però diventano pasticcini. Mangiatone uno, ridiventa piccolissima e fugge dalla casa. Scansato il pericolo del cucciolo gigante, intrattiene una conversazione alquanto strana con un Bruco, tranquillamente appollaiato sul cappello di un fungo che fuma il narghilè. È al suo cospetto che Alice recita "Sei vecchio, Papà Guglielmo". Dopo aver compreso le ragioni della bambina, ed essersi allontanato, strisciando sull'erba, il Bruco le rivela che le due parti del fungo la possono far crescere e rimpicciolire a suo piacimento.

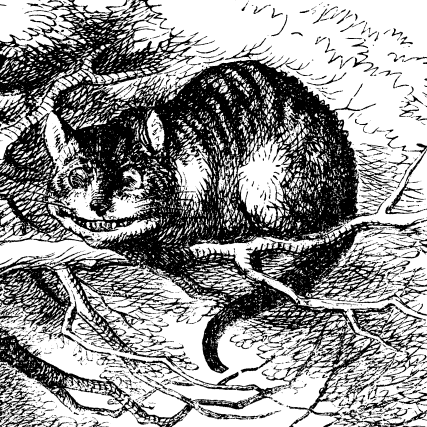
Il gatto del Cheshire di John Tenniel

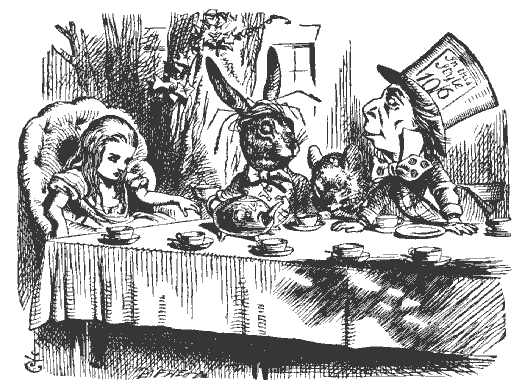
Alice, la Lepre Marzolina e il Cappellaio Matto di John Tenniel

Al primo tentativo, Alice si ritrova con un collo lunghissimo, che fa sì che un piccione la scambi per un serpente. Ritrovate le giuste proporzioni, Alice si rimette in moto. Nel bosco giunge alla casa della duchessa. Assiste allo scambio d'inviti dei due messi (un pesce e un ranocchio) col quale la regina di cuori invita la duchessa a una partita di croquet. La casa della duchessa è molto strana: lei sta infastidita a cullare un bambino che urla e starnutisce per l'aria satura di pepe, mentre la cuoca che rimesta la zuppa, di tanto in tanto, lancia stoviglie e pentole per ogni dove. La duchessa lascia però presto Alice per andare a prepararsi alla partita, donandole il bimbo in fasce che si trasforma in porcellino e corre via nel bosco. Alice giunge alla casa della Lepre Marzolina, che sta prendendo il tè insieme al Cappellaio Matto.
Questi due personaggi, in compagnia del ghiro, prendono il tè cambiando continuamente posto, spostandosi di tazza in tazza. Alice viene così a sapere che l'orologio del cappellaio segna sempre il giorno, ma non l'ora, e le viene sottoposto un indovinello: "perché uno scrittoio è come un corvo?".
Dopo, Alice trova la strada per il castello della regina, dove vede i soldati con il corpo fatto da carte da ramino di picche che dipingono di rosso le rose che per sbaglio sono state piantate bianche. In quel momento arriva il corteo della regina: ci sono le picche (in inglese "spades", spade o anche vanghe, quindi sono i giardinieri), quadri (in inglese "diamonds", i cortigiani), fiori (in inglese "clubs" ma anche bastoni, quindi le guardie), cuori (in inglese "hearts") che rappresentano i principi di sangue reale.

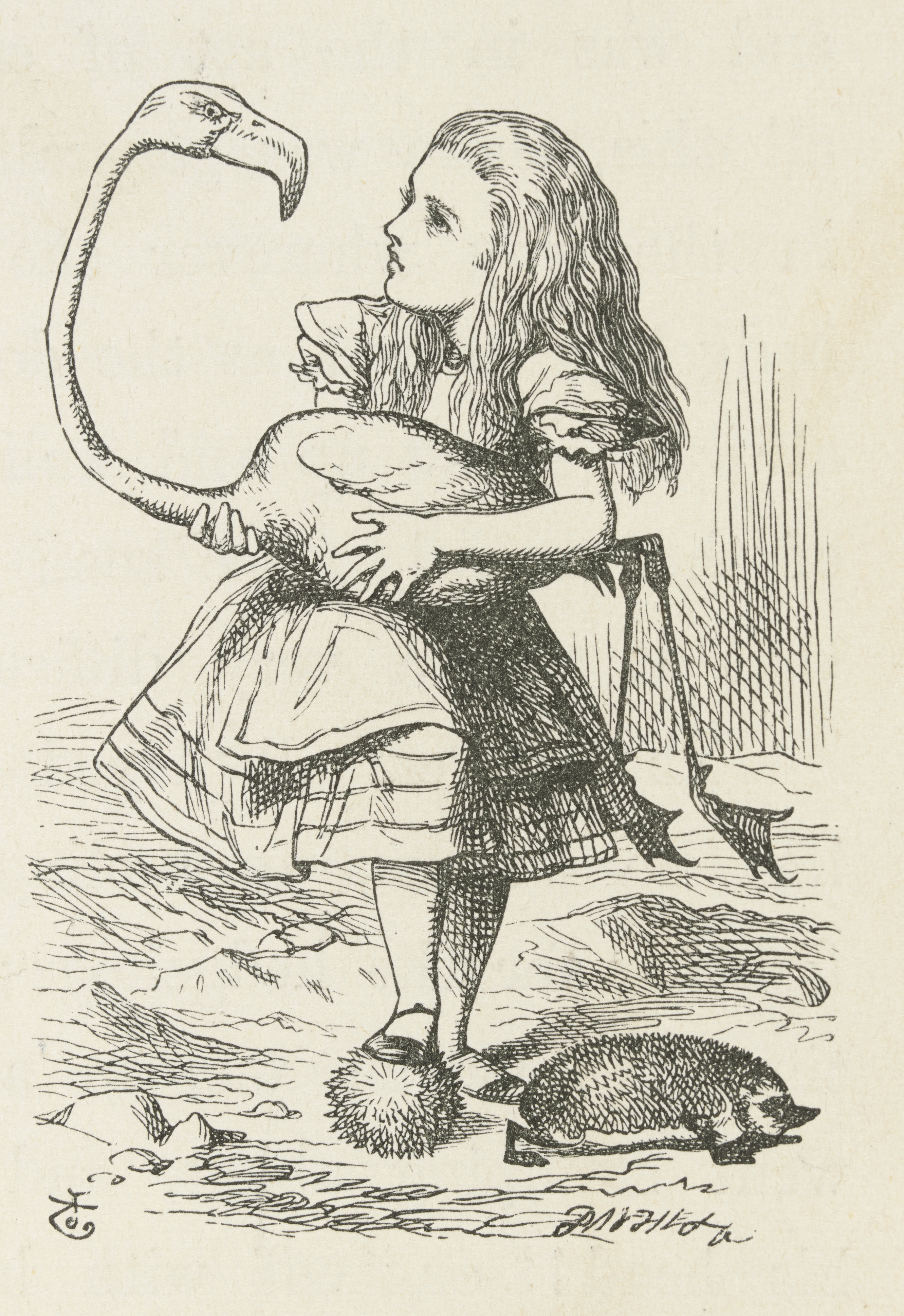
Alice cerca di controllare il suo fenicottero per iniziare la partita a croquet.

La Regina, subito aggressiva (rappresenta la Furia), invita Alice a giocare a croquet, ma il campo è pieno di buche, si usano le carte come porte, istrici come palle e fenicotteri come mazze. Il gioco è subito una gran confusione di giocatori che urlano e giocano all'unisono. Spesso le porte (le carte) devono assentarsi per decapitare chiunque capiti a tiro alla regina che ne sentenzia la morte.
Riappare la duchessa, momentaneamente uscita dalla prigione in cui la regina l'aveva destinata, e presenta ad Alice il Grifone, che con fare autoritario le fa conoscere la Falsa Tartaruga. La finta tartaruga serve a fare il finto brodo di tartaruga (un surrogato del vero brodo di tartaruga che si fa con la carne di vitello). Lei racconterà ad Alice di come studiava sul fondo del mare e mostra in coppia col Grifone, la quadriglia delle aragoste.
Alice è costretta a lasciarla perché nel frattempo è stato istituito il processo nel quale si giudicherà il fante di cuori, accusato d'aver rubato le tartine pepate. Al processo, annunciato dal coniglio bianco che ora è vestito da araldo, sono presenti i giurati (varie specie di animali), i testimoni (il cappellaio matto, la cuoca della duchessa e la stessa Alice). Il ritrovamento di una lettera senza firma con una poesia senza senso, convince tutti che il vero colpevole sia il fante di cuori. "Sentenza prima, verdetto poi" declama la regina, ma Alice (che ha iniziato a diventare sempre più grande) dissente e quando si alza per testimoniare, la sua gonna rovescia il tavolo della giuria facendo cadere tutti i giurati. Dopo poco è diventata così grande che non si preoccupa più di re e regine, ritrovando la giusta misura della realtà: "non siete altro che un mazzo di carte"...
Il sogno finisce con Alice che si risveglia tra le braccia della sorella e quindi va a casa per l'ora del tè.

Alcune illustrazioni relative ai capitoli dal IX al XII
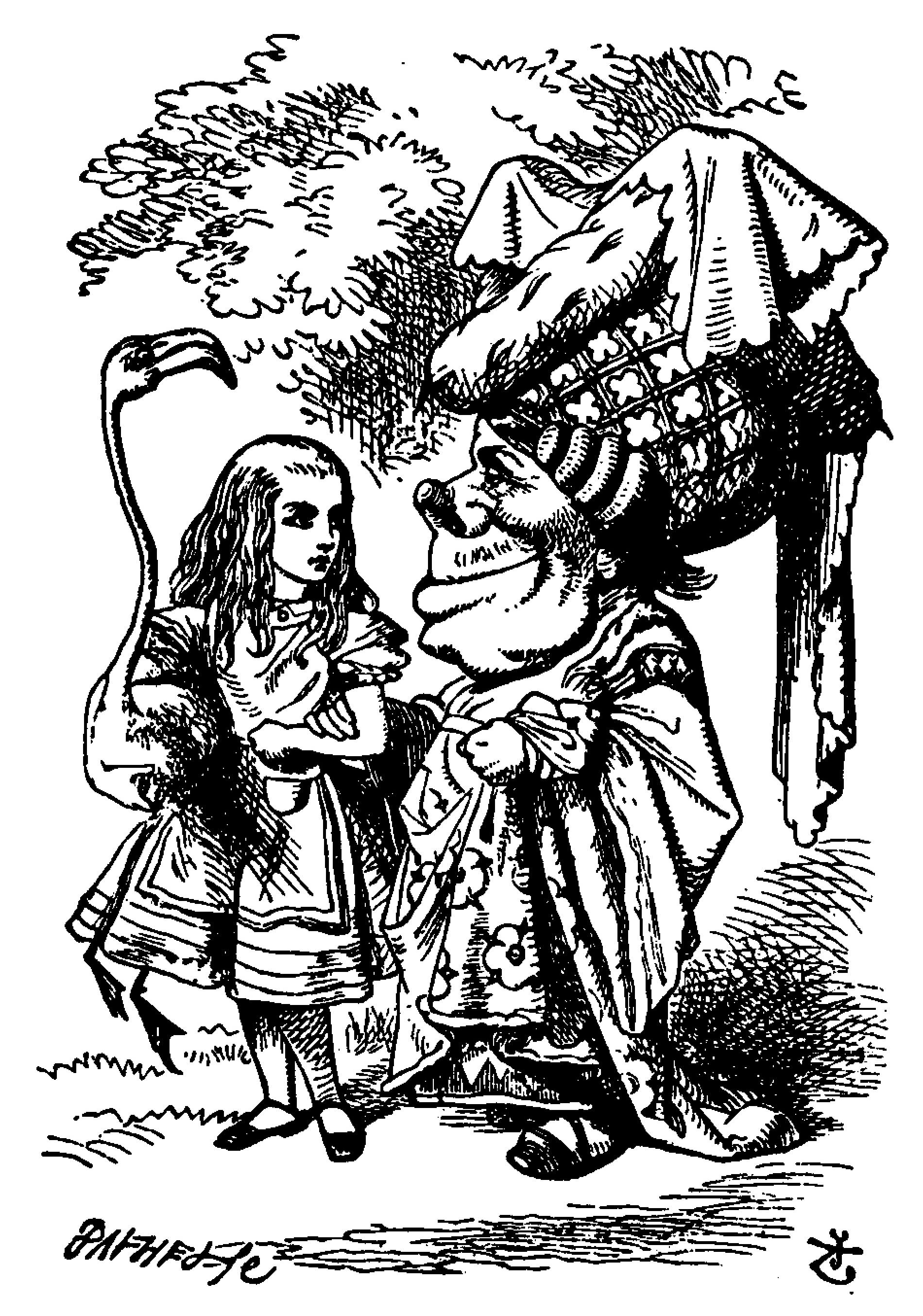
Alice conversa con la Duchessa
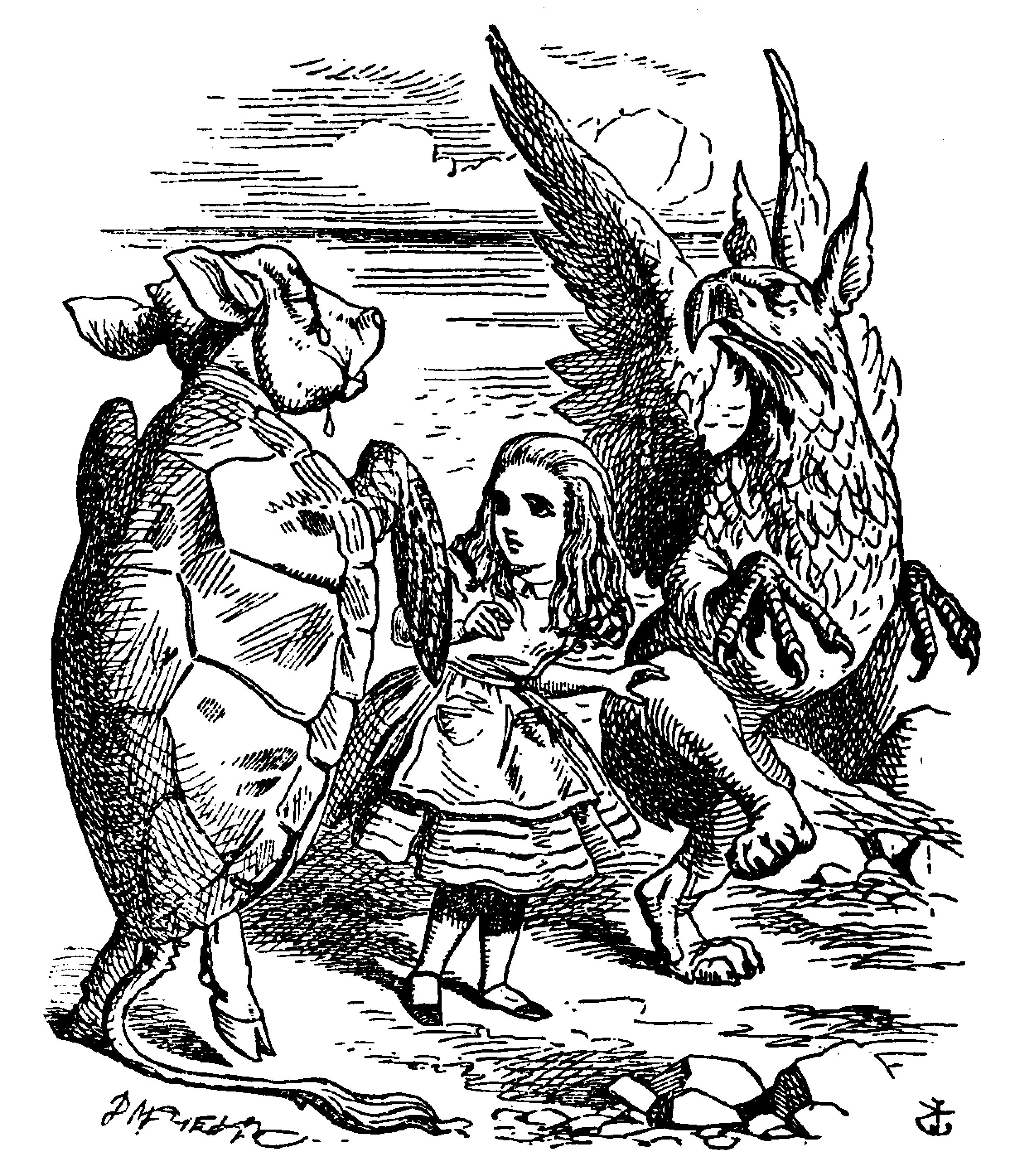
Alice e il Grifone ascoltano la canzone della Falsa Tartaruga
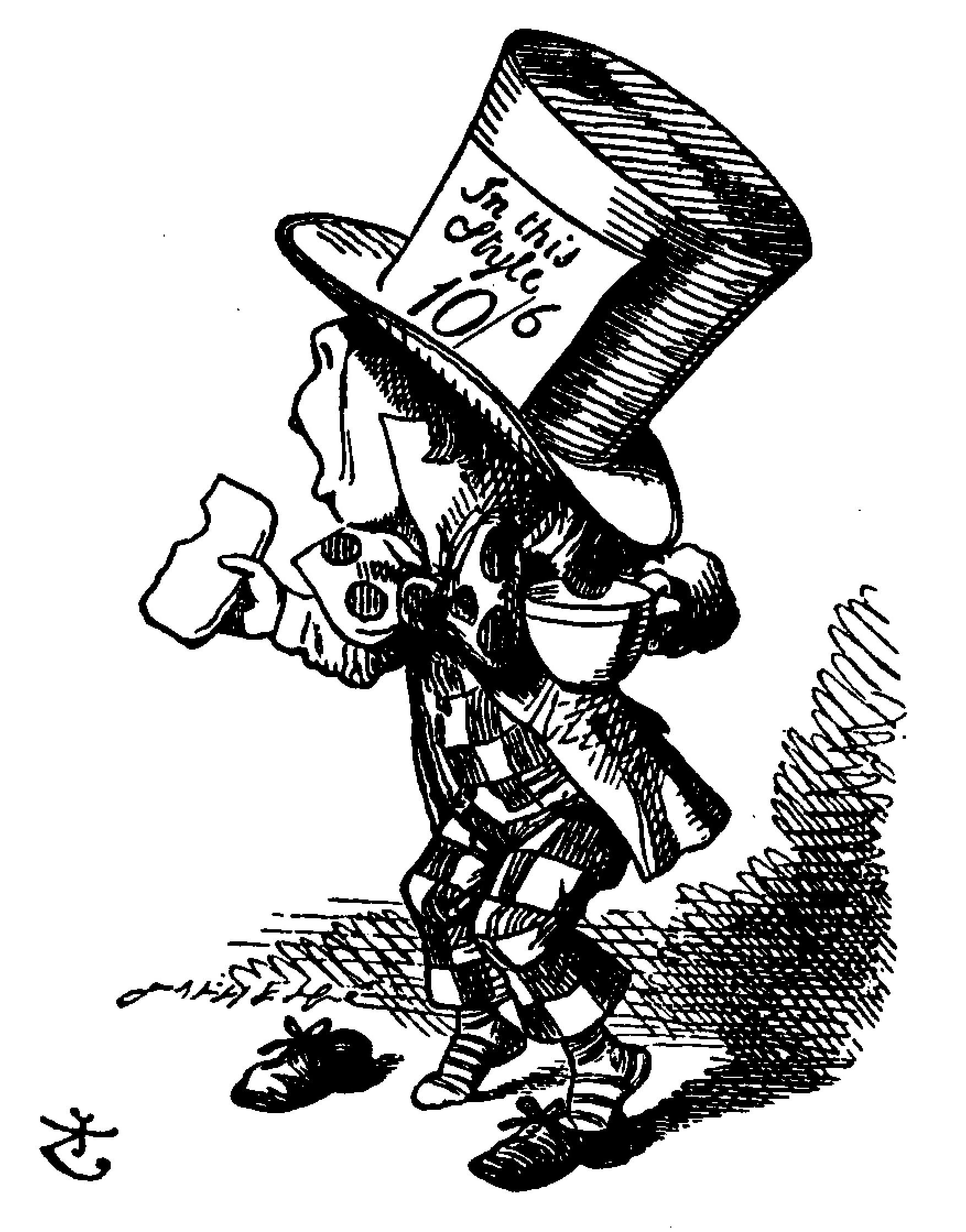
Il Cappellaio è citato come testimone nel processo
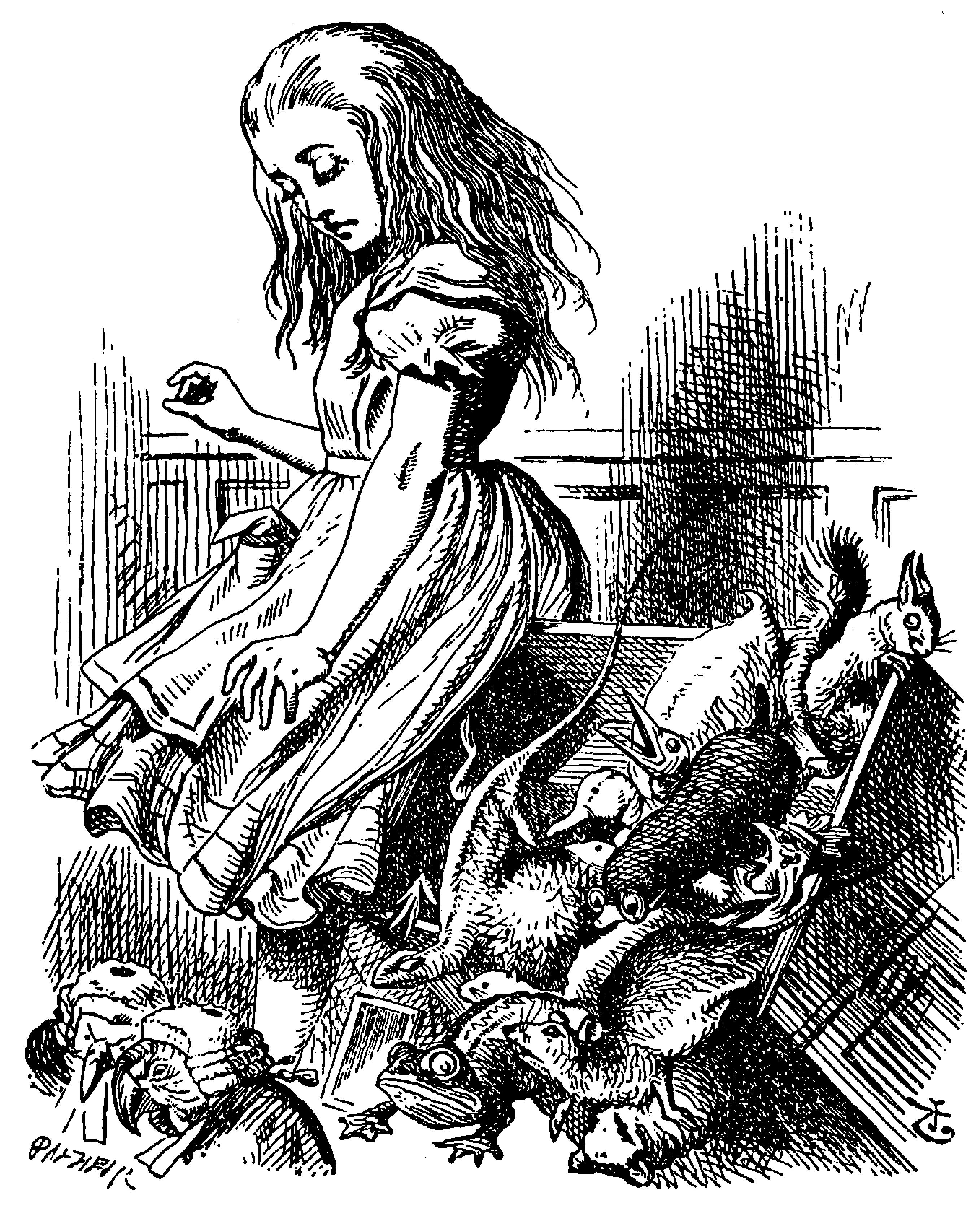
Alice si alza per testimoniare e rovescia il banco della giuria

## Personaggi
I personaggi principali di Alice nel Paese delle Meraviglie sono i seguenti:
- Alice
- Il Bianconiglio
- Il Dodo
- Bill la lucertola
- Il Bruco
- La Duchessa Brutta
- Il Gatto del Cheshire
- Il Cappellaio Matto
- La Lepre Marzolina
- Il Ghiro
- Il Re e la Regina di cuori
- Il Grifone e la Falsa Tartaruga

## Poemetti e canzoni
- "All, in the Golden Afternoon" (trad. "E Scivola nel Pomeriggio d'Oro", o "Per Tutto il Pomeriggio Dorato", od ancora come "Un Meriggio Semplice e Dorato" od anche "Un Pomeriggio, Insieme, Tutto d'Oro"); apre il romanzo, in una sorta di proemio. Il "meriggio" a cui si fa riferimento si rifà al leggendario 4 luglio del 1862 (probabilmente nel Sole alto del Mezzogiorno) durante la già citata gita in barca per un picnic;
- How Doth the Little Crocodile... (trad. "Piccol'Ape...ste di un Coccodrillo", o "Indugia il Piccolo Coccodrillo", oppure "T'Amo, o Pio Coccodrillo"; parodia di una poesia molto nota all'epoca di Carroll "Against the Idleness and Mischief" (trad. "Contro l'Ozio e le Malefatte"), inclusa nella raccolta di componimenti poetici del teologo Isaac Watts (1674-1748): essa era, così, costituita: "How Doth the Little Busy Bee / Improve Each Shining Hour...", ed, in questo modo, continuava in altri due versi ed in una quartina, ammirando la costante laboriosità delle api. Carroll, invece, voleva sottolineare la cosiddetta "operosità" da parte del Coccodrillo, impegnato a dischiudere le sue "gentil fauci" dopo che un gruppo di pesciolini vi si era addentrato. L'autore vuole concentrarsi su due dei peccati capitali, ovvero la cupidigia e la vanità, impersonati nella figura del Coccodrillo); questo poemetto viene recitato dalla stessa Alice per comprovare se, effettivamente, si ricorda di tutto ciò che aveva imparato in precedenza (cap. II);
- "The Mouse's Tale" (lett. "Il Racconto del Topo"; è una poesia che ricorda visivamente la coda d'un topolino, basato un gioco di parole fonetico e dei termini inglesi "tale" (racconto) e "tail" (coda). È incentrato il tema del processo arbitrario); è narrato dal Topo alla bambina ed agli altri animali della combriccola per spiegare il motivo del suo odio per Cani e Gatti, ma a causa di un fraintendimento della protagonista, si alzerà, sdegnato, andandosene via, senza aver terminato il suo racconto (cap. III);
- "You Are Old, Father William" (trad. "Tu Sei Vecchio, Babbo Guglielmo"; anche questa, è una parodia del poemetto "The Old Man's Comforts and How He Gained Them" (trad. "I Conforti di un Vecchio e Come li Guadagnò", o "Le Consolazioni della Vecchiaia e Come Conquistarsele", pubblicato nel 1799 dallo scrittore Robert Southey) (1774-1843), un poemetto didattico che prediligeva il definitivo abbandono alle scorrerie infantili ad una prominente e buona vecchiaia; Carroll invece ne rivolta il significato in modo che l'infanzia non venga trascurata neanche, una volta, divenuti adulti); viene interpretato dalla ragazzina al cospetto del Bruco (cap. V);
- "Speak Roughly to Your Little Boy" (trad. "Parlate Duramente al Vostro Bambino"; parodia di un poemetto "Speak Gently" (lett. "Parla con Gentilezza!") del quale si sono perse le tracce dell'autore (si pensa che appartenga a G. W. Langford od a David Bates) che incitava appunto le madri a prendersi cura del loro bebè, mentre Dodgson non approvava questo atteggiamento emotivo, in confronto); recitato, come una specie di ninna nanna al suo bambino, dalla Duchessa, nonostante Alice riesca a malapena a comprendere le parole della canzone (cap. VI);
- "Twinkle, Twinkle Little Bat" (parodia del celeberrimo motivetto "Twinkle, Twinkle Little Star"; nota in Italia col titolo "Brilla, Brilla Bianca Stella" o "Brilla, Brilla Stella mia"). Recitata dal Cappellaio al concerto della Regina di Cuori e, successivamente, ad Alice (cap. VII);
- "Will You, Won't You, Join the Dance? (trad. "Vuoi, o non Vuoi Unirti alla Danza?"; altra parodia della nota filastrocca popolare "The Spider and the Fly" (trad. "Il Ragno e la Mosca") di Mary Howitt, stampato per la prima volta nel 1834: questa operetta parlava di un Ragno dalle maniere melliflue che, alla fine, riuscirà a convincere l'insetto a varcare l'entrata della sua tela, divorandola: ciò servì, come morale finale, rivolta ai bambini, per insegnar loro che non bisogna mai lasciarsi condurre dalla curiosità; questione che l'appassionato di Matematica portò in un contesto virtualmente positivo (come quello del Paese delle Meraviglie) che porta sempre delle nuove scoperte); cantata e ballata dalla Finta Tartaruga, con l'accompagnamento del Grifone, ed all'ascolto di Alice (cap. X);
- "'Tis the Voice of the Lobster" (trad. "Questa È la Voce del Fanagotta", meglio conosciuto con "Questa È la Voce del Lazzarone", oppure "Questa È la Voce del Fannullone" o con altri titoli simili; questa è l'ennesima parodia ideata da Carroll su un altro scritto di Isaac Watts "'Tis the Voice of the Sluggard (lett. "Questa È la Voce del Pigro"); il poema del Decano di Oxford fa risaltare una discussione tra un'Aragosta ed un Merluzzo); interpretato dalla bambina, sotto consiglio del Grifone. Questo sarà il terzo ed ultimo poemetto che reciterà nel romanzo (cap. X);
- "Beautiful Soup" (trad. "Zuppa Bellissima", o anche "Zuppa di Tartaruga", nella traduzione di Aldo Busi è presentata sotto il titolo "Il Brodo delle Star"; presumibilmente si ipotizza l'origine di questa parodia ad una poesia di James M. Sayles "Star of the Evening": anch'esso era un motivetto molto famoso tra le piccole Liddell, ed iniziava così: "Beautiful Star in Heav'n so Bright" (trad. "Bella Stella in Cielo Tanto Splendente"); il contenuto, nella versione di Carroll, riguarda l'esaltazione della vivanda con il quale viene preparato il finto brodo di Tartaruga, come deve essere cucinato, evidenziando la tematica del "mangiare/essere mangiato" che ripercorre tutto il libro); seconda canzone, della quale la Finta Tartaruga prende parte, rivolta ai suoi spettatori, il Grifone ed Alice. Purtroppo, non terminerà il canto, in tempo, perché questi ultimi si devono dirigere in Tribunale e Alice riuscirà a udire soltanto il malinconico ritornello del canto (cap. X);
- "The Queen of Hearts..." (trad. "La Regina di Cuori..."; famosa filastrocca britannica; si tratta, tuttavia, di una nursery rhyme ancora nota, al giorno d'oggi, nei Paesi anglofoni: è, nientemeno, che un testo pressoché autentico, e non di una parodia; viene menzionata anche nel romanzo di Pamela Lyndon Travers "Mary Poppins"). Letta ad alta voce dal Coniglio Bianco dagli atti d'accusa contro il Fante di Cuori, ingiustamente accusato di aver divorato le paste della Regina di Cuori (cap. XI);
- "The White Rabbit's Evidence" (lett. "La Prova del Coniglio Bianco; anche questa, come le altre, deriva da una parodia, pubblicata sulla rivista britannica "The Comic Times", con il titolo di "She's All My Fancy Painted Him" (lett. "Lei È Così, Come la mia Fantasia Ha Dipinto Lui") nel 1855, che, a sua volta, ricalcava, in uno stile comico/parodistico una canzone popolare del tempo "Alice Gray" (testo di William Mee e musica della signora P. Millard); nell'anno successivo (1856), il citato giornale umoristico cessò le pubblicazioni, cosicché il Direttore, Edmund Yates, fondò una nuova rivista mensile "The Train", dove, tra l'altro, apparve, per la prima volta, lo pseudonimo di Lewis Carroll; è stato affermato che, probabilmente, sia stato proprio Yates a consigliare a questo di utilizzare il ben noto soprannome da una lista, scritta dallo stesso Carroll, che includeva circa cinquanta pseudonimi; ciò derivava dai suoi due nomi di battesimo che, tradotti in Latino e, poi, riadattati in Inglese, costituiva il nome di Lewis Carroll); ultimo poemetto dell'intera opera, recitato dal Coniglio Bianco su un foglio, sul quale c'è scritta una poesia senza senso (attribuita presumibilmente al Fante) per colpevolizzarlo del crimine commesso, attraverso falsa testimonianza, nonostante Alice tenti invano di difenderlo (cap. XII).

## Matematica
Tra i vari giochi di parole, passa inosservato, all'inizio del secondo capitolo ("Un lago di Lacrime"), un gioco matematico usando le operazioni aritmetiche in base. Alice disperata per tutte le stranezze che le stanno succedendo, pensa di essere cambiata durante il sonno. Quindi si interroga se è diventata o meno una delle sue amiche.
"Che roba! Roba dell'altro mondo! Tutto il mondo, oggi, è roba dell'altro mondo! E pensare che fino a ieri le cose avevano un capo e una coda! E se mi avessero scambiata stanotte? Vediamo un po': stamattina, quando mi sono svegliata, ero proprio la stessa? Mi sembra di ricordare che un po' diversa mi sentivo, sotto sotto. Ma se non sono la stessa, allora domando e dico: Chi cavolo sono? Ah, questa sì che è una domanda da centoventidue milioni!". E cominciò a passare in rassegna tutte le bambine più o meno della sua età che conosceva, caso mai l'avessero scambiata con una di loro. "Ada non posso essere di sicuro," disse, "lei ha tutti quei boccoli, e io sono liscia come un olio; mai più posso essere Mabel, io so un sacco e una sporta di cosa e lei, oh! lei non sa un'acca! Inoltre lei è lei e io io e... uffa ho perso il filo! Proverò a vedere se le cose che sapevo sono ancora al loro posto. Dunque: quattro per cinque dodici, quattro per sei tredici, quattro per sette... povera me, di questo passo non arriverò mai a venti! Comunque la Tavola Pitagorica non conta;
Si vede chiaramente che usando la moltiplicazione in base 10 non si arriva agli stessi risultati a cui arriva Alice. Quindi analizzando a ritroso questo calcolo si percepisce il meccanismo usato:
{\displaystyle {\begin{alignedat}{4}4\times 3&=12{\text{ in base }}10\quad &\to \quad &=10{\text{ in base }}12\\4\times 4&=16{\text{ in base }}10\quad &\to \quad &=11{\text{ in base }}15\\4\times 5&=20{\text{ in base }}10\quad &\to \quad &=12{\text{ in base }}18\\4\times 6&=24{\text{ in base }}10\quad &\to \quad &=13{\text{ in base }}21\\\cdots \\4\times 12&=48{\text{ in base }}10\quad &\to \quad &=19{\text{ in base }}39\\4\times 13&=52{\text{ in base }}10\quad &\to \quad &=1A{\text{ in base }}42\end{alignedat}}}
Il trucco sta nello scrivere il risultato della tabellina del quattro in una base aumentata di 3 ogni volta. Quindi il risultato sembra crescere di 1 ma, in realtà, è stato incrementato di 4 tra un'iterazione e l'altra. Alice non potrebbe mai arrivare a 20 o superarlo poiché la base usata non sarà mai contenuta 2 volte nel risultato.
Un'altra particolarità di questo gioco sta nel fatto che dove ipoteticamente ci si aspetta che risulti 20, si usa la base 42 per ottenere il numero 1A. Infatti il 42 è un numero ricorrente in quest'opera. Per esempio è il numero della regola con cui il Re di cuori cerca di estromettere Alice dal tribunale. Vi sono esattamente 42 immagini nell'edizione originale di "Alice nel Paese delle Meraviglie".

## Adattamenti

### Balletto
- Alice nel paese delle meraviglie (Alice's Adventures in Wonderland) (2011), coreografia di Christopher Wheeldon su musica di Joby Talbot.

### Cinema

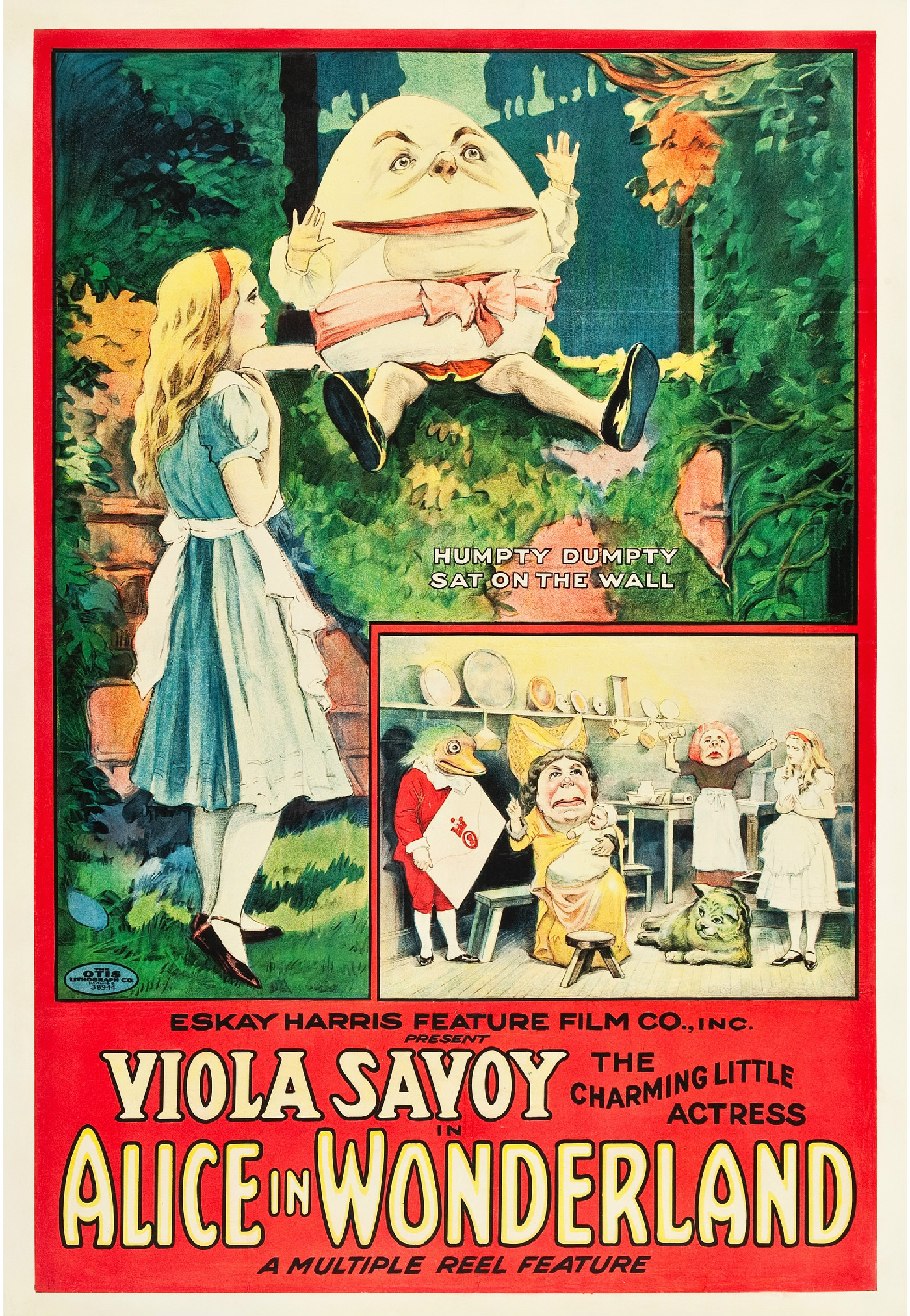
Locandina cinematografica di Alice in Wonderland (1915)

- Alice in Wonderland (1903), film britannico diretto da Cecil M. Hepworth e Percy Stow, con May Clark (Alice).
- Alice's Adventures in Wonderland (1910), film statunitense diretto da Edwin Stanton Porter, con Gladys Hulette (Alice).
- Alice in Wonderland (1915), film statunitense diretto da W.W. Young, con Viola Savoy (Alice).
- Alice Comedies (1923-1927), serie di cortometraggi statunitensi prodotti da Walt Disney.
- Alice in Wonderland (1931), film statunitense diretto da Bud Pollard, con Ruth Gilbert (Alice).
- Alice nel Paese delle Meraviglie (Alice in Wonderland) (1933), film statunitense diretto da Norman Z. McLeod, con Charlotte Henry (Alice).
- Betty in Blunderland (1934), cortometraggio con Betty Boop dei Fleischer Studios.
- Alice in Wonderland (1937), film britannico diretto da George More O'Ferrall, con Ursula Hanray (Alice).
- Alice in Wonderland (1949), film statunitense diretto da Dallas Bower, con Carol Marsh (Alice).
- Alice nel Paese delle Meraviglie (Alice in Wonderland), film d'animazione statunitense della Disney.
- Alice in Wonderland (1955), film diretto da George Schaefer.
- Alice in Wonderland in Paris (1966), mediometraggio d'animazione.
- Curious Alice (1971), cortometraggio distribuito dall'Istituto di Salute Mentale per evitare l'assunzione di sostanze stupefacenti da parte dei giovani.
- Le avventure di Alice nel Paese delle Meraviglie (Alice's Adventures in Wonderland) (1972), film diretto da William Sterling.
- Alice nel paese delle pornomeraviglie (Alice in Wonderland: An X-Rated Musical Fantasy) (1976), film porno-musical diretto da Bud Townsend.
- Alice nel Paese delle Meraviglie (1988), film d'animazione diretto da Richard Trueblood.
- Něco z Alenky (1988), film diretto da Jan Švankmajer.
- Alice in Wonderland (1995), film di animazione diretto da Toshiyuki Hiruma e Takashi Masunaga.
- Alice in Wonderland (2010), film diretto da Tim Burton.
- Alice attraverso lo specchio (Alice looking through the glass) (2016) diretto da James Bobin, sequel del film Alice in Wonderland del 2010.
- Alice e Peter ( Come Away) (2020), diretto da Brenda Chapman. Prequel delle storie di Alice e Peter Pan, immaginariamente dati come fratelli.

### Televisione
- Alice in Wonderland (1946), film TV britannico diretto da George More O'Ferrall, con Vivian Pickles (Alice).
- Alice's Adventures in Wonderland and Through the Looking-Glass (1948), film TV britannico con Margaret Barton (Alice).
- Alice in Wonderland (1950), film TV statunitense diretto da Franklin J. Schaffner, con Iris Mann (Alice).
- Alice in Wonderland (1966), film TV britannico diretto da Jonathan Miller.
- Alice nel Paese delle Meraviglie (1973), episodio 17 della serie animata prodotta da Rankin/Bass Le favole più belle (Festival of Family Classics).
- Nel mondo di Alice (1974), miniserie TV italiana diretta da Guido Stagnaro.
- Alice nel Paese delle Meraviglie (1977), episodio 62 della serie TV anime della Dax International Le più belle favole del mondo.
- Alisa v Strane chudes (1981), film d'animazione sovietico per la TV diretto da Yefrem Pruzhanskyy.
- Alice in Wonderland (1982), film TV diretto da John Clark Donahue e John Driver.
- Alice nel Paese delle Meraviglie (1983-1984), serie TV anime.
- Alice in Wonderland (1985), film TV in due parti diretto da Harry Harris.
- Alice in Wonderland (1986), miniserie televisiva britannica di quattro puntate, prodotta dalla BBC e diretta da Barry Letts con Kate Dorning nel ruolo della protagonista.
- Alice nel Paese delle Meraviglie (1989), episodio della serie Funky Fables.
- Alice nel paese delle meraviglie (1993), OAV per la serie Le fiabe di Hello Kitty.
- Alice nel Paese delle Meraviglie (1995), episodio 14 della serie TV anime prodotta da Toei Animation Le fiabe più belle.
- Alice nel Paese delle Meraviglie (Alice in Wonderland) (1999), film TV diretto da Nick Willing con Tina Majorino.
- Alice (2009), miniserie televisiva canadese.
- C'era una volta nel Paese delle Meraviglie (2013), serie televisiva statunitense.
- C'era una volta (2011-2018), settima stagione della serie televisiva statunitense.
- Regal Academy (2016)
- Alice e Lewis (2020), serie animata italo-francese.

## Influenza culturale

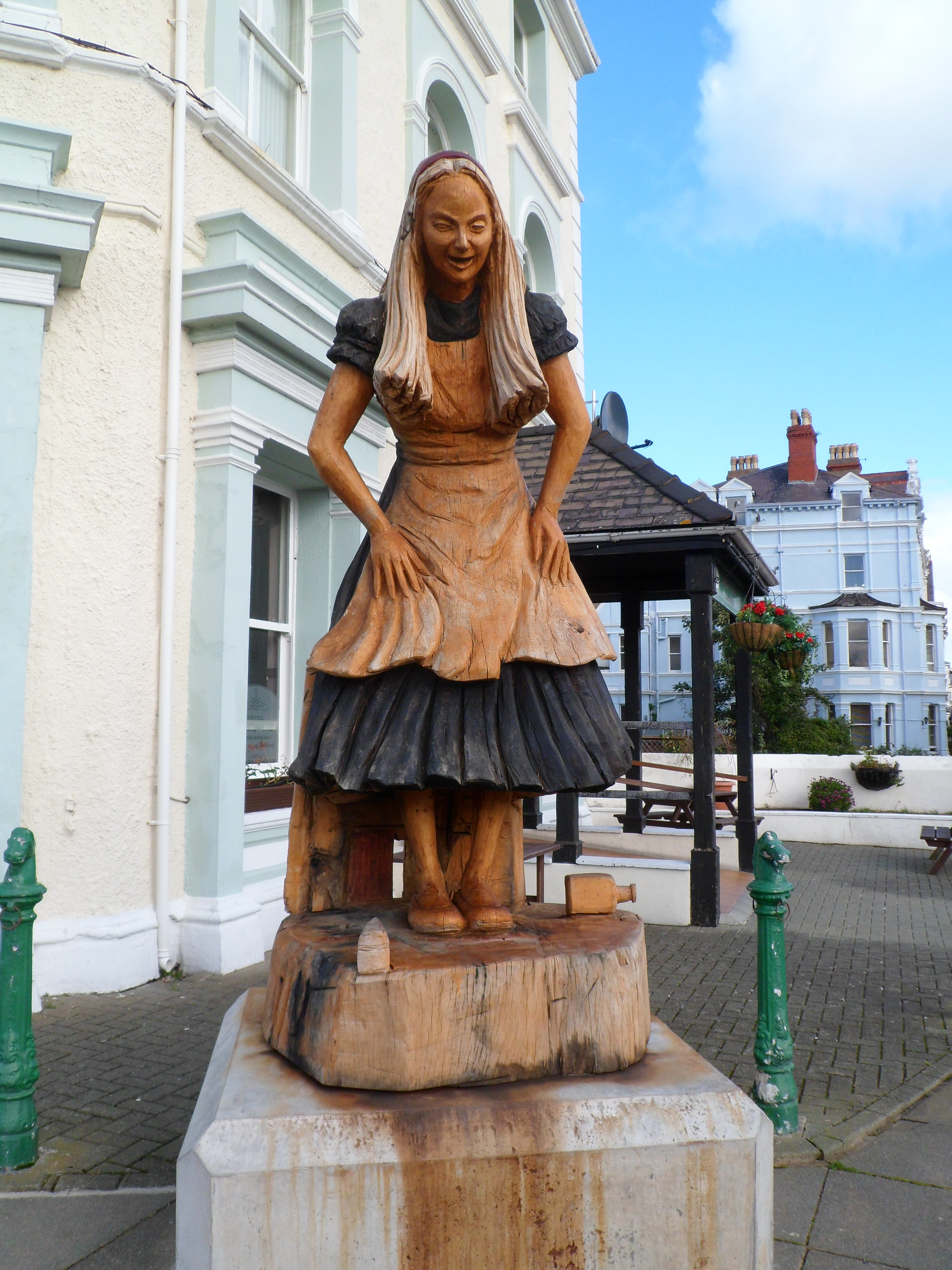
Statua di Alice a Llandudno

### Nella letteratura
Svariate sono le reinterpretazioni della storia di Alice in altri libri. Tra le principali si possono ricordare:
- Alice nel paese dei quanti (Alice in Quantumland) di Robert Gilmore (ISBN 88-7078-406-1), nel quale Alice, attraversando uno schermo televisivo, diventa una particella subatomica e scopre la "follia" della meccanica quantistica.
- Alice nel paese dei numeri (Automated Alice) di Jeff Noon (ISBN 88-7684-525-9), in cui Alice per scappare dalla sua prozia finisce nella Manchester del 1998 e deve risolvere una serie di enigmi e problemi di logica.
- Alice nel paese della vaporità di Francesco Dimitri dove un'Alice antropologa vivente in una Londra alternativa va nella Steamland nella quale c'è una sostanza, la vaporità, che distorce sensazioni, provoca trip e mutazioni.
- Alice tra le bancarelle della Vucciria di Ludovico Benigno. Alice si perde tra i vicoli dell'antico mercato palermitano alla ricerca di un misterioso ratto albino e dovrà cimentarsi in tutta una serie di prove, che oscillano tragicamente tra l'assurdo e il grottesco, per ritrovare la via di casa. Pubblicato da Edizioni La Zisa nel 2016 (ISBN 9788899113575).
- The White Rabbit, un racconto di Joe R. Lansdale del 1981, è ampiamente tratto da Alice nel Paese delle Meraviglie, in cui il coniglio bianco e il Cappellaio non solo sono reali, ma finiscono per banchettare con il protagonista del racconto, uccidendolo.
- L'avventura del tea-party da pazzi, un racconto di Ellery Queen del 1934 ambientato in una casa di campagna in cui, mentre gli ospiti stanno allestendo una rappresentazione teatrale di Alice, viene commesso un omicidio. La soluzione dell'enigma è basata su diversi elementi dei due romanzi di Carroll.

Una biografia romanzata di Alice Liddell è l'opera di Melanie Benjamin, Sono stata Alice, Roma, Fazi Editore, 2010 ISBN 978-88-6411-098-1 (trad. it di Alice I Have Been).

### In TV e nel cinema
- Una delle immagini più citate di Alice è quella del coniglio che conduce verso un mondo fantastico, o una prospettiva nuova e sconvolgente sul mondo; alcuni esempi sono: Shining (1980), Matrix (1999), Donnie Darko (2001), Eyes Wide Shut (1999), Resident Evil (2002) e Lost (2004-2010).
- Nel 2009 nella serie TV Warehouse 13 c'è l'episodio 8 della prima stagione, Lo specchio di Alice (Titolo originale: Duped, Diretto da: Michael W. Watkins, Scritto da: Ben Raab e Deric A. Hughes). All'interno del Magazzino durante un incidente Myka (la protagonista) finisce intrappolata nello specchio appartenuto a Lewis Carrol ed il suo corpo viene posseduto da Alice, che fino a quel momento era rimasta rinchiusa. Un'altra vicenda che coinvolge lo specchio ed Alice avviene nell'episodio 6 della quarta stagione, "Fractures".
- Nell'episodio "Licenza di sbarco" della serie TV di Star Trek (1966-1969) appaiono, seppur come visioni, Alice e il Bianconiglio.
- Altri riferimenti che riguardano in particolare lo specchio sono ritrovabili nella serie TV Fringe in particolare l'episodio della quinta stagione "Attraverso lo Specchio" e nel film del 2007 Mimzy - Il segreto dell'universo.

### Nella musica
- Tra le canzoni che più esplicitamente si ispirano ad Alice troviamo White Rabbit della band psychedelic rock Jefferson Airplane, contenuta nel loro album Surrealistic Pillow del 1967.
- Le canzoni dei Beatles Lucy in the Sky with Diamonds, I Am the Walrus e Cry Baby Cry, principalmente scritte da John Lennon, si rifanno tutte per immagini ed atmosfere all'opera di Carroll.
- Nel 1980 il gruppo di rock progressivo italiano dei Perigeo, avvalendosi di collaborazioni come quelle di Lucio Dalla, Anna Oxa e Rino Gaetano, pubblicano a nome Perigeo Special un album dal titolo Alice, chiaramente ispirato al libro di Carroll.
- Nel 1987 Paul Roland registra l'EP Alice's House, oggi rimasterizzata da vinile (i nastri originali sono andati persi) e inclusi nel cd del 1987/1988 che raccoglie i due mini album A cabinet of curiosities Happy families.
- Nel 1989 il gruppo canadese Annihilator pubblica Alice in Hell contenente la canzone Alison Hell. Sia il titolo dell'album che della canzone sono chiare parodie di Alice in Wonderland.
- Il gruppo rock italiano dei Dhamm pubblicò nel 1997 l'album Disorient Express contenente la canzoneL'incubo di Alice, portando la favola in una negativa visione della realtà dei giorni nostri: "Alice guarda intorno a te/Né meraviglie né magie/Alice sporca di utopie/Attendi un lieto fine che/Ti porti via..."
- Numerosi riferimenti all'opera sono presenti all'interno dell'ultimo album Eat Me, Drink Me dello shock-rocker americano Marilyn Manson, si possono notare infatti canzoni come Are you the Rabbit? o Eat Me, Drink Me dai chiari collegamenti con la trama del libro di Carroll.
- Il videoclip della canzone What You Waiting For? di Gwen Stefani, diretto da Francis Lawrence, è chiaramente ispirato all'opera per costumi e personaggi presenti.
- Il videoclip della canzone di Piero Pelù, Prendimi così, primo singolo tratto da Soggetti smarriti del 2004 è ispirato al mondo di Alice nel Paese delle Meraviglie proposto in versione dark.
- Nel 2005, la cantautrice italiana L'Aura pubblica il suo primo disco da solista Okumuki, dove è presente la traccia Alice, canzone scritta come omaggio al capolavoro di Carroll.
- La cantante Syria ha spesso fatto riferimenti ad Alice, specialmente in due canzoni: Lettera ad Alice (dedicata alla figlia) contenuta ne Le mie favole del 2002 ed Alice nel Paese delle Meraviglie, contenuta in Non è peccato del 2005.
- Il cantautore Brian McFadden ha realizzato un brano dal titolo Alice In Wonderland per il suo secondo album Set In Stone (2008). La canzone parla di una ragazza che ricorda al cantante il personaggio di Alice perché, come lei, è persa nel Paese Delle Meraviglie.
- Il titolo di un album della cantante italiana Dolcenera è un esplicito riferimento all'opera di Carroll.
- Nel 2010 una rock band di Sant'Angelo Lodigiano (provincia di Lodi, Lombardia) si è ispirata, come stile non musicale, ma per quanto riguarda l'ambientazione dei loro concerti. Questa rock band ha preso il nome di Alice in Wonderland Band.
- Il cantante Robbie Williams con la canzone You Know Me (2010) è travestito da Bian Coniglio ed è chiaramente ispirato alla storia di Alice nel Paese delle Meraviglie.
- La cantautrice canadese Avril Lavigne è autrice di Alice (2010) colonna sonora dell'omonimo film di Tim Burton Alice in Wonderland (2010).
- Il videoclip del brano musicale Don't Come Around Here No More è incentrato sull'incontro tra il Cappellaio Matto e Alice. Nel video il cappellaio matto è interpretato dal cantante, Tom Petty.
- La canzone The Lobster Quadrille dei Franz Ferdinand.
- Nel 2011 è stato tratto dal romanzo un balletto omonimo in tre atti, commissionato dal Royal Ballet, dal Covent Garden e dal National Ballet of Canada; coreografato da Christopher Wheeldon e scenografato da Nicholas Wright.
- Nel 2011, la cantante Emiliana Torrini (islandese, con padre italiano) ha prestato la sua voce nella canzone White Rabbit, interamente ispirata al libro in argomento. La canzone è parte della colonna sonora del film Sucker Punch.
- Nel 2011 OSTER Project pubblica Alice in Musicland, canzone realizzata con Vocaloid (un programma per la sintesi vocale) cantata da Miku Hatsune Append, Rin & Len Kagamine, Luka Megurine, KAITO e MEIKO che interpretano i vari personaggi dell'opera di Carroll.[5]
- Nel 2012 la rock band Shinedown pubblicò la canzone Are you Alice?.
- Nel 2013 la cantante Daniela Ciampitti vincitrice del talent The Winner Is... (Italia) incide il brano Io Come Alice.
- La canzone Wonderland della cantante Taylor Swift, contenuta nella versione deluxe dell'album 1989, fa riferimento all'opera.
- La canzone Mad Hatter dell'album Cry Baby pubblicato nel 2015 dalla cantante Melanie Martinez.
- Nel 2017 il compositore chitarrista Andrea Vettoretti pubblica l'album Wonderland con CNI ispirato ad Alice nel Paese delle Meraviglie.
- La canzone Il Mondo Dopo Lewis Carroll del cantautore Caparezza, pubblicata nel 2021 nell'album Exuvia, fa più volte riferimento ai personaggi dell'opera
- Nell'album Doom Days del 2019 dei Bastille, nella canzone che dà il titolo all'album si nomina direttamente il Coniglio e la tana in cui svanisce Alice.
- La canzone Wonderland dell'album TREASURE EP.FIN: All To Action pubblicato nel 2019 dal gruppo sudcoreano Ateez fa riferimento all'opera di Carroll.

### Nei fumetti
- Diverse sono le stampe di fumetti o serie grafiche dedicate al personaggio di Alice, nel 1965 la Gold Key pubblicò un volume a fumetti dedicato e ispirato ai personaggi reinterpretati dalla W.Disney nell'omonimo e famoso cartone animato; sempre nel 1965 la Rexall pubblicò un volume a livello promozionale per la pubblicizzazione di un musical di Hanna-Barbera "Alice in Wonderland"; nel 2006, da febbraio ad aprile, la Antarctic Press pubblicò una mini serie di 4 volumi mensili intitolata "Alice in Wonderland" che successivamente, nel 2007, pubblicò come masterpiece edition volume unico in due variant cover; nell'aprile 2010 la Harper Collins ha pubblicato un Hard Cover ispirato alla novella di Lewis Carroll, allo screenplay di Linda Woolverton e riadattato da T.T. Sutherland intitolato Alice in Wonderland HC (2010 The Movie Novel).
- L'intera trama del manga di Kyoichi Nanatsuki e Ryoji Minagawa intitolato Project ARMS ha dei continui rimandi al mondo creato da Lewis Carroll e gli stessi protagonisti possiedono poteri che hanno il nome di personaggi presenti nel Paese delle Meraviglie: Jabawack, il Cavaliere, il Coniglio Bianco e la Regina di Cuori.
- Nel primo numero del manga God Child di Kaori Yuki è presente un episodio intitolato "un tè di matti", in cui il conte Cain, protagonista della serie, indaga su un serial killer chiamato "crazy rabbit man" perché indossa una maschera da coniglio. Il conte è affiancato nell'indagine da una ragazza di nome Alice, tormentata da un incubo in cui viene decapitata da tale assassino.
- Una rivisitazione in chiave erotica della vicenda narrata da Lewis Carrol è nell'hentai Alice in Sexland, del 2001. In questa storia Alice, orfana adolescente, scappa dalla casa dei suoi padroni, che la trattavano come una schiava sessuale, ma durante la fuga precipita in un dirupo, e al risveglio si ritrova in un Paese delle Meraviglie orientato tutto alle tematiche dell'eros. Nelle battute finali, durante il confronto con la Regina Rossa, scoprirà che la caduta dal dirupo le era costata la vita, e che quel mondo è uno degli innumerevoli paradisi "temporanei" dove le anime dei defunti trascorrono un periodo di tempo più o meno lungo prima di reincarnarsi.
- Il manga Pandora Hearts creato da Jun Mochizuki, così come l'anime da esso tratto, contiene evidenti riferimenti alla storia creata da Carrol, quali i nomi di alcune Chain come "Mad-Hatter" (Cappellaio matto) oppure "Cheshire" (Lo stregatto). Importante è inoltre il nome della protagonista femminile, Alice, e il fatto che il suo alter ego si manifesti sotto forma di coniglio. Generalmente poi alcuni personaggi, come Break mantengono una linea comportamentale stravagante, in linea con quella dei personaggi del romanzo.
- Due speciali OAV tratti dal manga Black Butler, "Ciel in Wonderland" sono un riadattamento della storia di Alice, il protagonista Ciel si ritrova nel Paese delle Meraviglie vestito da Alice ed incontra vari personaggi della sua realtà che impersonano gli abitanti del Paese delle meraviglie.
- Caso analogo è quello del manga Card Captor Sakura delle CLAMP, nell'episodio 55 della serie anime da esso tratta, intitolato "Sakura nel Paese delle Meraviglie", la protagonista ha un'esperienza simmetrica a quella di Ciel.
- Miyuki nel paese delle meraviglie è un manga sempre delle CLAMP che si rifà al famoso romanzo di Lewis Carroll. Miyuki è una ragazzina adolescente, la cui vita, all'improvviso, subisce una svolta radicale: la ragazza sprofonda infatti nel suo letto e scompare nel Nulla, ritrovandosi in uno strano mondo, simile al Paese delle Meraviglie, descritto nel celebre racconto britannico. Ma il Bianconiglio, il Cappellaio Matto, lo Stregatto e tutti gli altri personaggi, in questo fumetto, sono tutte ragazze che indossano costumi di scena, come in una recita. Molte saranno le avventure, che Miyuki si troverà a condividere con esse: partite a scacchi, combattimenti, sfide a ma-jong…il tutto in un mirabolante viaggio, che la ragazza compie, alla ricerca di una propria identità. Il fumetto è una sorta di parodia soft-erotica del celebre racconto, incentrata soprattutto sul concetto della crescita, legato al delinearsi dell'identità sessuale.
- Uno dei nemici di Batman, il Cappellaio Matto, si identifica nel personaggio romanzi su Alice, citando spesso pezzi del libro, dando inoltre il nome di "Banda delle Meraviglie" ai suoi scagnozzi, che hanno ognuno un ruolo specifico che si ricollega ai personaggi di "Le Avventure di Alice nel Paese delle Meraviglie" e "Attraverso lo specchio e quel che Alice vi trovò".
- Una criminale dell'universo DC, Cheshire, si ispira al Gatto del Cheshire, personaggio del libro
- In alcune strisce dei Peanuts, Snoopy esegue il numero del "Bracchetto del Cheshire" scomparendo completamente, eccezion fatta per il sorriso, con evidente riferimento allo Stregatto di Alice nel Paese delle Meraviglie.
- Il numero 279 di Dylan Dog, Il giardino delle illusioni, che vede l'indagatore dell'incubo intrappolato in un labirinto magico, trae numerosi spunti dal romanzo di Lewis Carroll, a partire dalla presenza di un grande coniglio bianco.
- Nello speciale di Dylan Dog e Martin Mystère intitolato La fine del mondo uno dei protagonisti, un ragazzo di nome Lance, interagisce con un apparecchio meccanico composto da una macchina da scrivere, un view-master e un grammofono. Questo apparecchio si chiama AIW e proietta alle volte immagini dove sono racchiusi i personaggi del romanzo. Si scopre così che AIW sono le iniziali di Alice In Wonderland e che il Paese delle Meraviglie è un vero e proprio pianeta. Si ipotizza anche che Alice non abbia fatto un sogno, ma abbia vissuto tutta l'esperienza sulla sua pelle trovando accidentalmente un varco per il pianeta AIW.
- L'albo speciale n. 2 di Legs Weaver, Nel paese delle meraviglie, racconta di un'indagine per omicidio che si svolge in un mondo virtuale ispirato al romanzo Alice nel paese delle meraviglie.
- Una serie di manga shōjo intitolata Alice in Heartland è uscita in Italia nel febbraio del 2010, pensata da Queen Rose e disegnata da Soumei Hoshino. Nonostante inizialmente abbia parecchi riferimenti alla trama di "Alice nel paese delle meraviglie", in seguito si trasforma completamente, con nuovi personaggi e con alcuni di quelli classici con caratteristiche totalmente diverse (ad esempio il Cappellaio è un boss mafioso).
- Una versione a fumetti intitolato appunto Alice nel paese delle meraviglie, della casa neo-nata editrice 7even Age Entertainment, è stata pubblicata a partire da febbraio a maggio 2013 in 4 volumi, e rivisitando tutta la trama generale e i personaggi "In una versione decisamente più dark-pop".

### Nei videogiochi
La trasposizione videoludica più famosa dell'opera di Lewis Carroll è sicuramente American McGee's Alice, videogioco creato da American McGee e prodotto dalla Electronic Arts nell'anno 2000. La trama del videogioco è tuttavia molto diversa dall'opera originale, e gli stessi personaggi sono caratterizzati da un aspetto grottesco e inquietante. Impregnato di forti tinte gotico/noir, American McGee's Alice ci pone nelle vesti di una Alice fortemente cambiata, potenziale suicida e mentalmente instabile. Dopo anni di convalescenza in un manicomio, Alice viene richiamata dal bianconiglio nel Paese delle Meraviglie. Qui troverà amici pronti ad aiutarla e nemici giurati (come il Cappellaio Matto), fortemente cambiati allo stesso modo del Paese delle Meraviglie, ora sotto il controllo della cattiva Regina Rossa. Allo stesso modo, è presente anche Alice: Madness Returns, seguito di American McGee's Alice.
- Nel videogioco Gray Matter sono presenti vari riferimenti ad Alice ed allo scrittore, riprendendo le ambientazioni reali a Oxford che hanno ispirato Lewis Carroll durante la stesura della sua opera.
- Inoltre viene esplorato (in parte) il suo mondo nel videogioco Kingdom Hearts della SquareSoft dove i protagonisti devono salvare Alice.
- L'opera viene citata all'inizio di Assassin's Creed III.
- Nel videogioco Batman Arkham City, il protagonista, compiendo una delle missioni secondarie, si imbatte nel criminale che si personifica nella figura letteraria del Cappellaio Matto, il quale cerca di far crollare psicologicamente l'eroe, usando varie droghe mentali e facendogli credere di combattere contro molti detenuti (anch'essi sotto l'effetto di queste sostanze stupefacenti), l'intero scenario si svolge nel covo del Cappellaio all'interno del carcere di Arkham City, dove una stanza è stata addobbata dallo stesso per ricordare l'incontro di Alice e del Cappellaio, come nel romanzo; tale stanza è piena di scagnozzi/detenuti drogati e innocui che portano maschere da Lepre Marzolina.
- Diversi brani dell'opera e riferimenti alla stessa vengono citati in Far Cry 3.
- Nel videogioco SINoALICE è presente Alice come personaggio giocabile.

### Altro
Tra i più celebri set di dischetti realizzati per lo stereoscopio View-Master ve ne sono due dedicati alle fiabe Le avventure di Alice nel Paese delle Meraviglie e Attraverso lo specchio e quel che Alice vi trovò. Entrambi furono realizzati con la tecnica dei diorami durante gli anni Cinquanta.

### In teatro
Spettacolo teatrale del 1970, A come Alice diretto da Giancarlo Nanni e interpretato dagli attori della compagnia teatrale La Fede: Manuela Kustermann, Massimo Fedele, Alessandro Vagoni, Memè Perlini, Pippo Di Marca, Romano Amidei, Paolo Vidali, Corrado Solari.
Nel 1971 al Festival dei Due Mondi di Spoleto: Alice in Wonderland diretto da Andre Gregory regista teatrale Off-Off Broadway di New York sulle orme del drammaturgo polacco Jerzy Grotowski.

## Edizioni italiane
Di ogni versione italiana si presenta la prima edizione pubblicata ed, eventualmente, le successive riedizioni, con modifiche.
- Lewis Carroll, Le avventure d'Alice nel Paese delle meraviglie. Tradotte dall'inglese da Teodorico Pietrocòla Rossetti, Con 42 vignette di Giovanni Tenniel, Londra, Macmillan and Co., 1872. [Prima versione italiana, autorizzata da Lewis Carroll]
  - Lewis Carroll, Le avventure d'Alice nel Paese delle meraviglie. Tradotte dall'inglese da Teodorico Pietrocòla Rossetti, Con 42 vignette di Giovanni Tenniel, Torino, Ermanno Loescher, 1872. [Emissione simultanea della Prima edizione italiana, pubblicata in mille copie, ma largamente invenduta]
  - Alice nel Paese delle meraviglie, trad. T. Pietrocòla Rossetti, Barbara Di Fiore Editore, 2019, ISBN 978-88-312-0122-3.
  - Le avventure d'Alice nel Paese delle meraviglie, trad. di T. Pietrocòla Rossetti, a cura di Fabio La Mantia, illustrazioni di Chiara Nott, approfondimento di Rosario Battiato, Palermo, Il Palindromo, 2021, ISBN 978-88-984-4785-5.
- Lewis Carroll, Nel Paese delle meraviglie. Illustrato da Arturo Rackham. Fatto italiano da Emma C. Cagli, Bergamo, Istituto Italiano d'Arti Grafiche, 1908. [versione condotta sull'edizione Heinemann del 1907, con le splendide illustrazioni di Rackham] - ristampa anastatica, Collana Fiabesca n.7, Viterbo, Stampa Alternativa, 1983.
  - Alice nel Paese delle meraviglie, trad. E. C. Cagli, Edizioni Studio Tesi, 1988-1999, ISBN 978-88-769-2159-9.
- [Lewis] Carroll, Alice nel paese delle meraviglie, [Precede: Nel paese dello specchio], Collezione Biblioteca dei ragazzi n.5, Milano, Istituto Editoriale Italiano, s.d. [ma 1913/1914]. [traduzioni anonime ma attribuibili a Silvio Spaventa Filippi, adottando molte scelte della prima versione italiana di T. Pietrocòla Rossetti]
  - Alice nel Paese delle meraviglie, trad. S. Spaventa Filippi, Fanucci, 2016; De Bastiani, 2016, ISBN 978-88-846-6521-8; Alcheringa, 2020, ISBN 978-88-948-9764-7; con una Nota, Intra, 2021, ISBN 979-12-800-3560-8; Illustrato da Simona Bulla, PubMe, 2021, ISBN 978-88-336-6969-4.
- Lewis Carroll, Alice nel paese delle meraviglie, traduzione di Maria Giuseppina Rinaudo, Firenze, Bemporad e f., 1931,  p. 97, Identificativo SBN IT\ICCU\CUB\0164816.
- Lewis Carroll, Alice nel paese delle meraviglie, traduzione di Mario Benzi, Milano, Mediolanum, 1935,  p. 157, Identificativo SBN IT\ICCU\CUB\0164817.
- Lewis Carroll, Alice nel paese delle meraviglie, Versione di Elda Bossi, 30 disegni a colori di [Piero] Bernardini, Collana Gemelli n.1, Firenze, Ofiria, [1945]; Firenze, Giunti, 1991-1996-2016; Bussolengo, Demetra, 2007.
  - Le avventure di Alice nel Paese delle meraviglie, trad. di Elda Bossi riveduta da Luca Scarlini, a cura di L. Scarlini, Demetra, 2017, ISBN 978-88-440-4792-4.
- Lewis Carroll, Alice nel paese delle meraviglie, traduzione di Gladys Favara Klien, Milano, Corticelli, 1946,  p. 140, Identificativo SBN IT\ICCU\CUB\0164819.
- Lewis Carroll, Alice Nel Paese Delle Meraviglie, traduzione di Alda Radicati, Ramella, 1947,  p. 146, Identificativo SBN IT\ICCU\CUB\0164818.
- Lewis Carroll, Alice nel paese delle meraviglie, traduzione di Tommaso Giglio, Cooperativa del Libro popolare, 1950,  p. 130, Identificativo SBN IT\ICCU\CUB\0164808. - A cura di Alex R. Falzon, Introduzione di Attilio Brilli, Milano, BUR-Rizzoli, 1978; Milano, Opportunity Books, 1995; Milano, Bompiani, 1999; illustrazioni di Helen Oxenbury, Milano, Fabbri Editori, 2000.
- Lewis Carroll, Alice nel paese delle meraviglie, traduzione di Laura Okely Romiti, Carroccio, 1950,  p. 94, Identificativo SBN IT\ICCU\TO0\1829074.
- Lewis Carroll, Alice nel paese delle meraviglie, traduzione di Clotilde Massa, S.A.S., 1951,  p. 119, Identificativo SBN IT\ICCU\NAP\0268451.
- Lewis Carroll, Alice nel paese delle meraviglie, traduzione di Vito Montemagno, R. Franceschini e f., 1952,  p. 139, Identificativo SBN IT\ICCU\CUB\0164809.
- Lewis Carroll, Alice nel paese delle meraviglie, traduzione di Paolo Mino, Principato, 1953,  p. 118, Identificativo SBN IT\ICCU\CUB\0244972.
- Lewis Carroll, Alice nel paese delle meraviglie, traduzione di Alessandra Bellezza Migliarini, Boschi, 1953,  p. 94, Identificativo SBN IT\ICCU\UBO\1666388.
- Lewis Carroll, Alice nel paese delle meraviglie, traduzione di Adriana Valori-Piperno, S.E.I., 1954,  p. 171, Identificativo SBN. - a cura di B. Vanzetti, Milano, SEI, 1991; Introduzione e note di Paola Faini, Roma, Newton Compton, 1995 - Premessa di Simona Vinci, 2015 - 2023, ISBN 978-88-227-7503-0.
- Lewis Carroll, Nel paese delle meraviglie, traduzione di Emma Saracchi, F.lli Fabbri Editori, 1955,  p. 119, Identificativo SBN IT\ICCU\RAV\0305596.
- Lewis Carroll, Alice nel paese delle meraviglie, traduzione di Rina Tillier e Italo Grange, SAIE, 1955,  p. 79, Identificativo SBN IT\ICCU\CUB\0164802.
- Lewis Carroll, Alice nel paese delle meraviglie, traduzione di Orio Vergani, C.E.L.I., 1955,  p. 157, Identificativo SBN IT\ICCU\CUB\0164800.
- Lewis Carroll, La meravigliosa Alice, traduzione di Oreste Del Buono e Marina Valente, Area, 1962,  p. 166, Identificativo SBN IT\ICCU\LO1\0806224.
- Lewis Carroll, Alice nel paese delle meraviglie, traduzione di Stefania Gerili, AMZ, 1963,  p. 201, Identificativo SBN IT\ICCU\MOD\028660.
- Lewis Carroll, Le avventure di Alice: Nel paese delle meraviglie; Attraverso lo specchio, traduzione di Francesco de Rosa, U. Mursia e C. e APE Corticelli, 1963,  p. 223, Identificativo SBN IT\ICCU\SBL\0254499.
- Lewis Carroll, Le avventure di Alice nel paese delle meraviglie; Dietro lo specchio, traduzione di Alfonso Galasso e Tommaso Kemeni, Sugar, 1967,  p. 297, Identificativo SBN IT\ICCU\RML\0121250.
- Lewis Carroll, Alice nel paese delle meraviglie, traduzione di Ranieri Carano, Milano Libri, 1967,  p. 108, Identificativo SBN IT\ICCU\UBO\0087513.
- Lewis Carroll, Alice nel paese delle meraviglie, traduzione di Maria Voghera Fietta, Collana La stella d'oro n.75, Milano, Arnoldo Mondadori Editore, 1968,  p. 246, Identificativo SBN IT\ICCU\SBL\0083589.
- Lewis Carroll, Alice nel paese delle meraviglie. Alice nello specchio, traduzione di Donatella Ziliotto e Antonio Luglio, Firenze, Vallecchi, 1969,  p. 176, Identificativo SBN IT\ICCU\LIG\0022572. - Milano, Salani, 2010-2020, ISBN 978-88-310-0331-5.
- Lewis Carroll, Alice: Le avventure di Alice nel paese delle meraviglie & Attraverso lo specchio e quello che Alice vi trovò, traduzione di Masolino D'Amico, Milano, Longanesi, 1971,  p. 352, Identificativo SBN IT\ICCU\SBL\0361830.
- Lewis Carroll, Alice nel paese delle meraviglie, traduzione di Natalina Angeli, EDIPEM, 1974,  p. 93, Identificativo SBN IT\ICCU\SBL\0569810.
- Lewis Carroll, Alice nel paese delle meraviglie; Attraverso lo specchio, traduzione di Adriana Crespi, Milano, Bietti, 1974,  p. 199, Identificativo SBN IT\ICCU\SBL\0569810.
- Lewis Carroll, Alice nel paese delle meraviglie, traduzione di Rossana Valeri Guarneri, F.lli Fabbri, 1974,  p. 111, Identificativo SBN IT\ICCU\SBL\0571787.
- Lewis Carroll, Le avventure di Alice nel paese delle meraviglie e attraverso lo specchio, traduzione di Alessandra Schiaffonati, Accademia, 1976,  p. 247, Identificativo SBN IT\ICCU\FOG\0155400.
- Lewis Carroll, Alice nel paese delle meraviglie, traduzione di Ranieri Carano e Guido Almansi, a cura di Maria Vittoria Malvano, Collana Gli struzzi n.157, Torino, Einaudi, 1978,  p. 242, ISBN 978-88-060-9951-0, Identificativo SBN IT\ICCU\RAV\0109665.
- Lewis Carroll, Alice nel Paese delle meraviglie, traduzione di Bruno Oddera, Collana La rosa d'oro, Milano, Arnoldo Mondadori Editore, 1983,  p. 118, Identificativo SBN IT\ICCU\RAV\0072471.
- Lewis Carroll, Alice nel paese delle meraviglie, traduzione di Enzo Striano, Liguori, 1985,  p. 115, Identificativo SBN IT\ICCU\CFI\0231538.
- Lewis Carroll, Alice nel paese delle meraviglie, traduzione di Raffaele Scapellato, Ibiskos, 1988,  p. 84, Identificativo SBN IT\ICCU\CFI\0140575.
- Lewis Carroll, Alice nel paese delle meraviglie, traduzione di Aldo Busi, Prefazione e note di James R. Kincaid, Milano, Arnoldo Mondadori Editore, 1988,  p. 143, ISBN 88-04-31741-8. - Collana UEF. I Classici n.70, Milano, Feltrinelli, marzo 1993, 2002, ISBN 88-07-820-70-6; Nuova trad. riveduta, Collana Grandi Classici bur, Milano, BUR-Rizzoli, 2019, ISBN 978-88-171-4209-0.
- Lewis Carroll, Alice nel paese delle meraviglie; Attraverso lo specchio, traduzione di Milli Graffi, Milano, Garzanti, 1989,  p. 313, ISBN 88-11-58141-9. - Orecchio Acerbo, 2013, ISBN 978-88-968-0649-4.
- Lewis Carroll, Le avventure di Alice nel paese delle meraviglie, traduzione di Marcella Amadio, illustrazioni di John Tenniel, Firenze, Bulgarini, 1989,  p. 294, ISBN 88-234-1107-6.
- Lewis Carroll, Alice nel paese delle meraviglie, traduzione di Donatella Ziliotto, Bulgarini, 1989,  p. 143, ISBN 88-234-0142-9.
- Lewis Carroll, Alice nel paese delle meraviglie, traduzione di Amedeo Alberti, Del Drago, 1989,  p. 149, Identificativo SBN IT\ICCU\RAV\0335370.
- Lewis Carroll, Alice nel paese delle meraviglie, traduzione di Ruggero Bianchi, Milano, Mursia, 1990,  p. 149, ISBN 88-425-0600-1.
- Lewis Carroll, Alice nel paese delle meraviglie, traduzione di Bartolo Vanzetti, S.E.I., 1991,  p. 167, ISBN 88-05-02090-7.
- Lewis Carroll, Le avventure di Alice nel paese delle meraviglie, traduzione di Daniele Griffini, Cinisello Balsamo, Edizioni Paoline, 1991,  p. 175, ISBN 88-215-2068-4.
- Lewis Carroll, Alice nel paese delle meraviglie, traduzione di Lucio Angelini, E. Elle, 1992,  p. 207, Identificativo SBN IT\ICCU\RLZ\0247405. - San Dorligo della Valle (Trieste), Einaudi Ragazzi, 2007, 2010, ISBN 978-88-792-6820-2.
- Lewis Carroll, Alice nel paese delle meraviglie, traduzione di Piero Bertolucci e Anna Ravano, Milano, Silvio Berlusconi Editore, 1993,  p. 152, ISBN.
- Lewis Carroll, Alice nel paese delle meraviglie, traduzione di Luigina Battistutta, C'era una volta, 1995,  p. 118, ISBN 88-86144-27-X. - Illustrazioni di Lisbeth Zwerger, Nord-Sud Edizioni, 1999, 2015, ISBN 978-88-652-6570-3.
- Lewis Carroll, Le avventure di Alice nel paese delle meraviglie, traduzione di Alessandro Serpieri, Shakespeare and Company, 1995,  p. 156, ISBN 88-8131-048-1. - Venezia, Marsilio, 2002, ISBN 978-88-317-8087-2.
- Lewis Carroll, Alice nel paese delle meraviglie, traduzione di Davide Sala, Bussolengo, Demetra, 1996,  p. 125, ISBN 88-7122-917-7.
- Lewis Carroll, Alice nel paese delle meraviglie, traduzione di Maddalena Piazzo, Gremese, 1997,  p. 96, ISBN 88-7742-149-5.
- Lewis Carroll, Alice nel paese delle meraviglie. Attraverso lo specchio, traduzione di Elisabetta Porro, Editalia, 1997,  p. 367, Identificativo SBN IT\ICCU\RAV\1267567.
- Lewis Carroll, Alice nel paese delle meraviglie, traduzione di Laboratorio di traduzione sperimentale Bokos, Novara, De Agostini, 2003,  p. 122, ISBN 88-418-0961-2.
- Lewis Carroll, Le avventure di Alice nel paese delle meraviglie e Al di là dello specchio, traduzione di Alessandro Ceni, Torino, Einaudi, 2003,  pp. XLI, 238, ISBN 88-06-16605-0.
- Alice nel Paese delle meraviglie e attraverso lo specchio, traduzione di G. Gatti, illustrazionei di E. Campi, Elledici, 2003, ISBN 978-88-010-2842-3.
- Lewis Carroll, Le avventure di Alice nel paese delle meraviglie. Attraverso lo specchio e cosa Alice ci trovò, traduzione di Bianca Tarozzi, Margherita Bignardi[N 1], Roma, La Repubblica, 2004,  pp. LIII, 320, ISBN 88-89145-43-9.
- Lewis Carroll, Alice nel paese delle meraviglie, traduzione di Carla Muschio, Stampa alternativa/Nuovi equilibri, 2008,  p. 155, ISBN 978-88-6222-051-4.
- Lewis Carroll, Alice nel paese delle meraviglie, traduzione di Andrea Casoli, Milano, Baldini Castoldi Dalai, 2010,  p. 158, ISBN 978-88-6073-667-3. - con le illustrazioni di Sonia Maria Luce Possentini, Corsiero Editore, 2017, ISBN 978-88-984-2051-3.
- Lewis Carroll, Alice nel paese delle meraviglie, traduzione di Francesca Benini, Prìncipi & Princípi, 2010,  p. 105, ISBN 978-88-96827-01-7.
- Lewis Carroll, Alice nel paese delle meraviglie, traduzione di Luigi Lunari, Collana Universale Economica Feltrinelli. I Classici, Milano, Feltrinelli, 2013,  p. 222, ISBN 978-88-07-90015-0. - Gribaudo, 2015-2019.
- Lewis Carroll, Le avventure di Alice nel paese delle meraviglie, traduzione di Mario Sala Giallini, Introduzione di Loredana Frescura, Casale Monferrato, Piemme, 2013,  p. 193, ISBN 978-88-566-2140-2.
- Le avventure di Alice nel Paese delle meraviglie, traduzione di A. Rusconi e S. Mambrini, Usborne Publishing, 2016, ISBN 978-14-749-1019-4.
- Alice nel Paese delle meraviglie, a cura di Franco Venturi, Collana Libri del melograno, Milano, La Vita Felice, 2019, ISBN 978-88-934-6332-4.
- Alice nel paese delle meraviglie, a cura di Franco Lonati, illustrazioni di Salvador Dalí, Brescia, Morcelliana, 2019, ISBN 978-88-372-3313-6.
- Alice nel paese delle meraviglie, traduzione di Claudia Valentini, illustrazioni di Valeria Docampo, Terre di mezzo, 2020, ISBN 978-88-618-9647-5.
- Alice nel paese delle meraviglie, traduzione di Ilaria Ortolina, MyLife, 2020, ISBN 978-88-638-6586-8.
- Alice nel Paese delle meraviglie. Attraverso lo specchio, traduzione di Luca Manini, Collana I Classici, Milano, Bompiani, 2021, ISBN 978-88-301-0365-8.
- Le avventure di Alice nel Paese delle meraviglie, traduzione di Beatrice Masini, Illustrazioni di Chris Riddell, Il Castoro, 2021, ISBN 978-88-696-6790-9.
- Le avventure di Alice nel Paese delle Meraviglie, traduzione di Carlo Prosperi, Collana Oceani, Milano, La nave di Teseo, 2023, ISBN 978-88-346-1659-8.

### Traduzioni in dialetti italiani
- (NAP) Lewis Carroll, Alice 'int' 'o paese d' 'e maraveglie, traduzione in lingua napoletana di Roberto D'Ajello, Franco Di Mauro, 2002,  p. 137, Identificativo SBN IT\ICCU\NAP\0377738.
- (SC) Lewis Carroll, A s'atera ala de s'ispigru e su chi Alisedda b'at agattadu, traduzione di Maria Grazia Pichereddu, Condaghes, 2011,  p. 154, ISBN 978-88-7356-171-2.
- Alice ner paese dell'Anvedi, adattamento in ottave romanesche di Graziano Graziani, Tic, 2023, p. 68, ISBN 978-8898960644.